# Tadianjie (köpinghuvudort i Kina, Yunnan Sheng, lat 24,25, long 102,16)
Tadianjie (kinesiska: T’a-tien-chieh, 塔甸) är en köpinghuvudort i Kina. Den ligger i provinsen Yunnan, i den sydvästra delen av landet, omkring 110 kilometer sydväst om provinshuvudstaden Kunming. Antalet invånare är 14 992. Befolkningen består av 7 148 kvinnor och 7 844 män. Barn under 15 år utgör 18,0 %, vuxna 15-64 år 72 %, och äldre över 65 år 8,0 %.
Runt Tadianjie är det ganska tätbefolkat, med 83 invånare per kvadratkilometer. Närmaste större samhälle är Dianzhong, 18,6 km norr om Tadianjie. I omgivningarna runt Tadianjie växer i huvudsak blandskog.
Genomsnittlig årsnederbörd är 1 000 millimeter. Den regnigaste månaden är juni, med i genomsnitt 192 mm nederbörd, och den torraste är februari, med 9 mm nederbörd.